# Mur Viu
Mur Viu es un documental en torno a la especulación en el Centro Histórico de la ciudad de Valencia y, en particular, en torno a la muralla árabe del barrio del Carmen de esta ciudad.

## Argumento
Dentro del centro histórico de la ciudad de Valencia los barrios del Carmen, el Mercado y Velluters son un crisol de imágenes contradictorias, junto con la tranquilidad de las tardes soleadas de las tardes soleadas en las plazas, está el bullicio y la barbarie de las noches de los fines de semana.
Sin embargo el verdadero tesoro estos barrios se encuentra en su patrimonio, no solo en el conjunto de edificios que conforman la trama urbanística, también por sus habitantes y su estilo de vida. Después de la destrucción de gran parte del barrio de Velluters, el barrio del Carmen se ha situado en el objetivo de la administración y los constructores y en particular uno de sus monumentos emblemáticos: la muralla árabe, en pie desde el siglo XI. El llamado plan de la muralla bajo la excusa de la protección del patrimonio pretende expulsar a 150 personas de sus hogares y derribar varios edificios del entorno, destruyendo ese doble patrimonio que se conserva ya en muy pocos lugares de Valencia.
Mur Viu es una película dedicada a todas las personas que resisten y mantienen su identidad frente a las presiones de una administración que debería protegerles.